# 모어 (다큐멘터리 영화)
모어(I am More)는 드래그 퀸의 삶을 그린 다큐멘터리 영화이다. 2022년 대종상 영화제 다큐멘터리상을 받았다.

## 출연
- 모지민
- 존 카메론 미첼
- 예브게니 슈테판